# Richter (Schweiz)
Ein Richter ist Inhaber eines öffentlichen Amtes bei einem Gericht, der Aufgaben der Rechtsprechung wahrnimmt. Dabei soll er als neutrale Person unparteiisch Gerechtigkeit gegen jedermann üben.
Richter in der Schweiz werden teils von den Parlamenten von Bund und Kantonen, teils vom Volk gewählt. Anders als weithin üblich werden sie nur auf Zeit – meist vier oder sechs, im Kanton Tessin zehn Jahre – bestimmt, wobei Wiederwahl möglich ist. Eine Ausnahme bildet der Kanton Freiburg, wo Richter auf Lebenszeit, verbunden mit einem Abberufungsrecht, gewählt werden. Ein juristisches Studium ist nicht in allen Kantonen Voraussetzung, um für ein Richteramt zu kandidieren. Erst mit der Einführung des Frauenstimmrechts ab den 1970er Jahren war es auch Frauen möglich, Richterin zu werden. Gesetzliche Grundlagen betreffend die Wahl und Anstellung der Richter sind für die an Gerichten des Bundes tätigen Richter Bundesgesetze, für die an Gerichten der Kantone tätigen Richter kantonale Gesetze.
In der Schweiz unterscheidet man zwischen Berufsrichtern, nebenamtlichen Richtern und nebenamtlichen Fachrichtern. Nebenamtliche Richter üben einen anderen Beruf aus und werden für einzelne Fälle, in denen je nachdem ein Kollegium aus drei oder fünf Richtern entscheiden muss, eingesetzt. Darüber hinaus kann ein nebenamtlicher Richter einen Berufsrichter vorübergehend ersetzen, wenn letzterer beispielsweise aus gesundheitlichen Gründen für länger als einige Tage ausfällt. Fachrichter sind nebenamtlich tätige Richter an den vier Handelsgerichten der Schweiz in den Kantonen Bern, Aargau, St. Gallen und Zürich. Die gesetzlichen Grundlagen sind die Gerichtsverfassungsgesetze dieser Kantone. Sie werden wie die an den Handelsgerichten tätigen Berufsrichter von den gesetzgebenden Organen der jeweiligen Kantone auf eine bestimmte Amtszeit gewählt.
Ebenfalls als Fachrichter sind die Richter an einem Militärgericht zu betrachten.